# Granma (Schiff)
Die Granma (Koseform von englisch grandmother, entspricht „Oma“) ist eine Motor-Yacht, mit der insgesamt 82 bewaffnete Kämpfer der kubanischen „Bewegung des 26. Juli“ unter Führung von Fidel Castro am 25. November 1956 von Tuxpan (Mexiko) nach Kuba übersetzten, um das Batista-Regime zu stürzen. Einer von fünf Nichtkubanern war der Argentinier Ernesto „Che“ Guevara. Mit der Landung der Granma auf Kuba begann die Guerilla der kubanischen Revolution.
Nach dieser Yacht sind eine kubanische Provinz sowie das Parteiorgan der Kommunistischen Partei Kubas (PCC) benannt.

## Die Granma-Expedition

### Vorbereitung
Die Yacht gehörte dem mexikanischen Waffenhändler Antonio del Conde, der sie im Oktober 1956 aus zweiter Hand gekauft hatte. Del Conde war Fidel Castro bei der Beschaffung von Waffen für die geplante Expedition behilflich und überließ ihm die Granma für die Überfahrt, an der er ursprünglich selbst teilnehmen wollte.

### Überfahrt

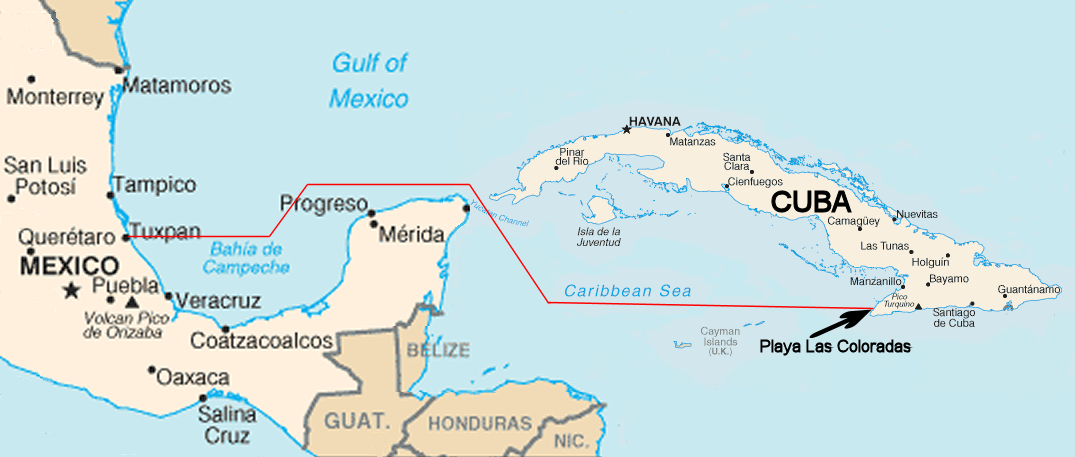
Die Route der Granma von Tuxpan (Mexiko) bis Las Coloradas

Während der Überfahrt geriet das völlig überladene Boot in Stürme. Nahezu die gesamte Ausrüstung außer den Gewehren und der Munition wurde über Bord geworfen, um das Schiff leichter zu machen. Fast die gesamte Mannschaft war seekrank.
Am 2. Dezember 1956 – und damit zwei volle Tage später als vorgesehen – erreichten sie Kuba in einem Mangrovensumpf in zwei Kilometern Entfernung vom für die Landung ausgesuchten Strand Playa Las Coloradas (südlich der Stadt Niquero in der heutigen, nach der Yacht benannten Provinz Granma). Die Landestelle ist heute Teil des nach der Landung benannten Nationalpark Desembarco del Granma. Geplant war, dass die Granma nach Landung der Guerillatruppe nach Cayman Brac weiterfahren sollte, die nächstgelegene Insel außerhalb kubanischer Gewässer, was aufgrund des vollständig aufgebrauchten Treibstoffs jedoch unmöglich war.
Aufgrund der erheblichen Verspätung der Überfahrt war ein mit LKWs ausgestattetes Empfangskommando inzwischen bereits abgezogen. Außerdem blieb die Ankunft der Yacht von Seiten der Behörden nicht unbemerkt: Am 5. Dezember wurden die 82 Mann von Marinefliegern und Bodentruppen angegriffen.

### Zerschlagung der Truppe und teilweise Regruppierung in der Sierra Maestra
Bei diesem ersten Gefecht in der Nähe des Dorfes Alegría de Pío fielen die ersten drei Expeditionäre. Durch die anschließenden Verfolgungen erhöhte sich die Zahl der Todesopfer unter den mit der Granma gelandeten Invasoren bis zum 15. Dezember auf 20, von denen die Mehrzahl direkt nach ihrer Verhaftung erschossen worden sein soll. 21 Guerillakämpfer wurden von den Regierungstruppen verhaftet und später vor Gericht gestellt. Von den zersprengten übriggebliebenen Expeditionsteilnehmern zogen mehrere in verschiedenen Gruppen in die Sierra Maestra, wo sich bis Jahresende 21 von ihnen wieder zusammenfanden und unter der Führung von Fidel Castro die Rebellenarmee gründeten, um den bewaffneten Kampf gegen die Batista-Diktatur aufzunehmen. Die übrigen 17 Teilnehmer der Überfahrt konnten aus der Region flüchten, ohne von den Behörden aufgespürt zu werden. Einige von ihnen schlossen sich dem städtischen Untergrund an, der parallel zur in den Bergen aktiven Rebellenarmee kämpfte und diese maßgeblich versorgte und unterstützte. Der zunächst schlecht ausgestatteten Keimzelle der Guerillatruppe der Sierra Maestra schlossen sich in diesen Anfangstagen auch bereits die ersten Bergbauern an. Das erste Gefecht der Rebellentruppe in der Sierra fand am 17. Januar 1957 im Quellgebiet des Río La Plata (Guamá) statt. Drei weitere Expeditionäre integrierten sich erst im Februar 1957 in die Truppe, nachdem sie sich bis dahin in der nächstgelegenen Stadt Manzanillo vor den Regierungstruppen versteckt hatten.

### Das Gerichtsverfahren gegen die verhafteten Expeditionsteilnehmer
Im April und Mai 1957 fand in Santiago de Cuba unter großer öffentlicher Aufmerksamkeit eine Gerichtsverhandlung statt, in der sich 22 von der Armee nach ihrer Landung festgenommene Expeditionsteilnehmer sowie Teilnehmer des bewaffneten Aufstands vom 30. November 1956 verantworten mussten, der ursprünglich zeitgleich mit der Landung stattfinden sollte. Insgesamt waren im Prozess zur „Causa 67“ 222 Personen angeklagt, von denen 109 freigesprochen wurden und die Granma-Expeditionäre sowie weitere 91 Personen zu den jeweiligen Mindeststrafen zwischen einem und acht Jahren Haft verurteilt wurden. Der leitende Staatsanwalt hatte keine Verurteilung gefordert. Der prominenteste Angeklagte war der damalige nationale Vorsitzende der Bewegung des 26. Juli, Frank País, der die nicht zum unmittelbaren Verantwortungsbereich der entstehenden Rebellenarmee gehörenden Bestandteile der Untergrundorganisation von Santiago aus koordinierte und aus Mangel an Beweisen freigesprochen wurde. Für Aufsehen sorgte der bis dahin wenig bekannte Richter Manuel Urrutia mit seiner veröffentlichten Minderheitsmeinung im dreiköpfigen Richtergremium, nach der sämtliche Angeklagte freizusprechen seien, da ihre Aktionen vom verfassungsmäßigen Widerstandsrecht gegen eine illegitime Regierung gedeckt seien. Er beantragte später seine Versetzung in den Ruhestand und ging ins Exil, von wo aus er kurz vor dem Sturz Batistas als von der Revolutionsführung bestimmter Staatspräsident nach Kuba zurückkehrte.

## Offizielle Gedenkkultur
Die Original-Yacht steht heute in einer Glashalle im Garten des Revolutionsmuseums von Havanna. Sie hatte ihre letzte Fahrt 1974, bevor sie als Museumsstück konserviert wurde.
Bei einer Feier zum 20. Jahrestag der Granma-Expedition übergab Kuba 1976 der Republik Mexiko in Tuxpan eine seetaugliche Kopie der Yacht.
Das dortige Bootshaus, das Waffenhändler del Conde 1956 als Lagerplatz für Ausrüstung sowie als Anlegestelle für die Granma erworben hatte, dient seit einem Besuch Fidel Castros 1989 als Museum für die kubanisch-mexikanische Freundschaft. Von dem dort ursprünglich ausgestellten Nachbau der Yacht sind lediglich die Motoren erhalten.
Ein fast originalgroßes Modell steht vor dem Museum im Nationalpark Desembarco del Granma (Lage). Es wurde jeweils zu den Jubiläumsparaden der Jahre 1976 und 1996 auf dem Platz der Revolution in Havanna präsentiert. Für das 50. Jubiläum 2006 wurde ein weiteres Modell angefertigt, das nach seinem Einsatz auf der Parade zur Ausstellung im Pionierpalast „Ernesto Che Guevara“ im Leninpark von Havanna untergebracht wurde.
Als Symbol der Kubanischen Revolution werden kleinere Modelle und Abbildungen der Granma von der kubanischen Staatsführung sowohl bei Besuchen im Ausland als auch als Auszeichnung an verdiente Bürger überreicht. 1989 wurde eine eigene Einheit der kubanischen Streitkräfte gebildet, die seitdem mit der Herstellung von Granma-Modellen in verschiedenen Ausführungen beschäftigt ist.

## Bekannte Teilnehmer der Granma-Expedition
Zu den Teilnehmern der Granma-Expedition (Castronauten) gehörten unter anderem:

### Leitung
- Fidel Castro, Organisation und Oberkommando
- Juan Manuel Márquez Rodríguez (1915–1956), stellvertretender Leiter der Expedition, soll laut Darstellung der siegreichen Revolutionäre[23] am 15. Dezember gefangen genommen und hingerichtet worden sein.[24][25]

### Generalstab und Gruppenführer
- Juan Almeida, späterer Comandante der Rebellenarmee und langjähriges Mitglied der Staatsführung
- Efigenio Ameijeiras Delgado (* 1931), späterer General der Revolutionären Streitkräfte (FAR)[26]
- Raúl Castro, späterer Comandante der Rebellenarmee und bis 2018 kubanischer Staatspräsident
- Ernesto „Che“ Guevara, späterer Comandante der Rebellenarmee und Mitglied der Staatsführung
- Jesús Montané Oropesa (1923–1999), späteres langjähriges Mitglied der Staats- und Parteiführung[27]
- Faustino Pérez (1920–1992), späterer Comandante der Rebellenarmee und Mitglied der Staatsführung[28]

### Weitere Teilnehmer
- Mario Chanes de Armas, späterer Gegner Fidel Castros und 30 Jahre als politischer Gefangener inhaftiert
- Camilo Cienfuegos, späterer Comandante der Rebellenarmee und 1959 Generalstabschef
- Jaime Costa Chávez (1933–2015), späterer Comandante der Rebellenarmee und als Gegner Fidel Castros sechs Jahre in Haft[29]
- Luis Crespo (Castro oder Cabrera?) (1923–2002), späterer Comandante der Rebellenarmee[30][31]
- Julio Díaz González (23. Mai 1929 – 28. Mai 1957), Chef der Nachhut, späterer Leutnant der Rebellenarmee, nahm an den ersten Angriffen in der Sierra Mestra  teil, gefallen am 28. Mai 1957.[32]
- Raúl Díaz Torres (ca. 1918–?), späterer Comandante der Rebellenarmee, nach 1959 aus dem Exil gegen Castro aktiv[33][34]
- Gino Donè (1924–2008), als Italiener einziger nichtlateinamerikanischer Expeditionsteilnehmer[35]
- Calixto García Martínez (1928–2010), späterer Comandante der Rebellenarmee und General der Revolutionären Streitkräfte (FAR)[36]
- José Morán Losilla (1929–1957), soll laut Darstellung der siegreichen Revolutionäre von der Rebellenarmee im Jahr 1957 in der Provinz Camagüey wegen „Banditentums“ hingerichtet worden sein[37]
- José Ponce Díaz (1926–2001), nach dem Sturz Batistas zum Comandante der Rebellenarmee ernannt[38]
- Ciro Redondo García (1931–1957), posthum zum Comandante der Rebellenarmee ernannt[39]
- Armando Rodríguez Moya, nahm am 17. Januar 1957 am ersten Gefecht der Rebellenarmee am La Plata (Guamá) teil[40], desertierte Mitte Februar 1957.[41]
- Horacio Rodríguez Hernández (1928–1959), posthum zum Comandante der Rebellenarmee ernannt[42]
- Universo Sánchez Álvarez (1919–2012), späterer Comandante der Rebellenarmee
- Pedro Soto Alba (1935–1958), posthum zum Comandante der Rebellenarmee ernannt[43]
- Ramiro Valdés, späterer Comandante der Rebellenarmee und langjähriges Mitglied der Staatsführung